# Gahus siccus
Gahus siccus là một loài tò vò trong họ Ichneumonidae.